# Les Psychopompes de Klash
Les Psychopompes de Klash est un roman de science-fiction écrit par Roland C. Wagner, publié en 1990 sous le pseudonyme de Red Deff.

## Résumé
Un psychopompe est un conducteur des âmes des morts (guide ou passeur), le guide dans la nuit de la mort.

### Contexte de l'intrigue
Il y a plusieurs siècles, la planète Klash a fait l'objet d'une âpre lutte par trois espèces intelligentes, les Humains, les Folms et les Djunguzz. Un modus vivendi a été trouvé : la planète sera colonisée par les trois espèces de manière égalitaire.
Aujourd'hui, pour les Terriens, la situation a changé : on soupçonne les Folms et les Djunguzz de vouloir à très brève échéance évincer les Humains. Ces derniers envisagent sérieusement une guerre brève et limitée, mais efficace, pour écarter les deux autres espèces extraterrestres.
Plusieurs agents secrets humains ont été envoyés sur Klash pour faire le point et connaître les projets des Folms et des Djunguzz, mais sans succès jusqu'à présent.
Le dernier agent envoyé, Zachary Thaks, avant de mourir, a eu le temps d'envoyer un message incitant les autorités humaines à envoyer un « chronopathe », seul à même de découvrir ce qui va se passer grâce à ses pouvoirs.
Dans les deux premiers chapitres, qui forment une sorte d'introduction, l'auteur présente ces éléments d'intrigue et les principaux personnages du roman :
- Crystal Chandlier, aventurier spatial, « Libre Voyageur », initié à la Pensée scorpiique, courageux et pacifiste ;
- Floyd Dakil Combo, 13 ans, adolescent chronopathe, soupçonné d'être le « sverach disalman » ; ses crises psychiques font vieillir les éléments non organiques à proximité ;
- Lea (nom de famille inconnu), aventurière ;
- Lit de Roses, capitaine du vaisseau spatial Shayol.

Des milliers de savants se sont penchés sur la notion de « sverach disalman », capable selon le poète-prophète Achron de rétablir l'Ordre dans la galaxie face au Chaos.

### Aventures spatiales
Le corps du roman concerne l'enquête des quatre héros, qui se rendent sur la planète Klash. Crystal Chandlier apprend que la planète Klash constitue en réalité un « cœur de ténèbres » psychique, qui attire de manière intense l'aspect obscur des trois espèces qui ont colonisé la planète, par opposition aux « sources de vitalité » psychiques.
Les aventuriers sont notamment pourchassés par des Folms et des Djunguzz qui ne veulent pas qu'ils réussissent leur mission. Ils reçoivent l'aide décisive de Sladek, un extraterrestre Blob, hôtelier sur Klash et gérant de la résidence Le Sidéral.
Au milieu du roman, Crystal Chandlier est frappé par un rayon laser qui le tue immédiatement. Lit de Roses décide de continuer la mission de l'aventurier, dans la mesure où l'on s'achemine vers un conflit stellaire d'une ampleur jamais vue. Mais par la suite, on apprend que Crystal n'est pas mort et qu'il a pu ressusciter grâce à son initiation scorpiique. 
Crystal rejoint Lea et Floyd Dakil Combo au sommet de la plus haute montagne de Klash.

### Dénouement
Tout découle de la Onzième Vision d'Achron, un poète qui avait jadis eu des talents pour énoncer des prophéties, dont les dix premières se sont réalisées. Ces prophéties sont énoncées dans le Prédictorial, et la Onzième Vision concerne la situation galactique actuelle. La Onzième Vision mentionne une guerre stellaire qui vient de débuter et le moyen de l'éviter.
Cette guerre stellaire n'est pas le fruit du hasard : elle a été décidée par une ancienne race d'extraterrestres, qui vingt mille ans auparavant avait sélectionné trois espèces, les Humains, les Folms et les Djunguzz, capables, des milliers d'années après, de leur servir de vecteurs pour une réincarnation. Aujourd'hui, ces trois espèces étant « mûres », il s'agit pour ces Anciens d'éliminer deux de ces espèces dans une guerre qui les annihilera, avant de prendre possession de la troisième espèce, qui à terme réceptionnera la réincarnation des Anciens. Les Humains n'ont pas été choisis comme héritiers des Anciens, mais comme détonateurs de la guerre contre les Folms. Ces deux espèces vont s'exterminer réciproquement : l'espèce Djunguzz est l'espèce extraterrestre choisie par les Anciens.
Pour contrer le plan machiavélique et génocidaire des Anciens, Crystal Chandlier a l'intuition qu'il faut réaliser la prophétie d'Achron. Floyd Dakil Combo, grâce à son don de chronopathe, a le pouvoir de faire apparaître devant lui Achron, venu du futur. Comme dans la prophétie, Crystal Chandlier lui remet les deux sphères bleues permettant d'anéantir les Anciens, Achron les prend des mains de Floyd Dakil Combo, qui déclare avoir à ses côtés son « sverach disalman ». Achron retourne dans les brumes du passé. La bataille stellaire se termine brusquement, l'influence des Anciens ayant soudainement disparu. Ce qu'il s'est passé au sommet de la montagne a été déterminant, grâce à la réalisation de la Onzième Vision.
Crystal Chandlier demande à Floyd Dakil Combo ce que signifie l'expression « sverach disalman » : Floyd répond qu'il s'agit d'une expression argotique méconnue signifiant « père en esprit ». L'adolescent et l'aventurier se font une accolade intense. Peu après, Lit de Roses ramène ses trois amis sur la planète de Lea. On apprend dans la dernière page du roman que Crystal Chandlier et Lea se sont mariés et qu'ils ont adopté Floyd. Ils forment désormais une vraie famille et vivent une existence heureuse et calme, loin du tumulte galactique. Depuis la disparition soudaine des Anciens, l'esprit guerrier a d'ailleurs abandonné les Humains, les Folms et les Djunguzz.

## Éditions
- Les Psychopompes de Klash, 1990, éditions Fleuve noir, collection Anticipation no 1733, sous le pseudonyme de Red Deff
- Les Psychopompes de Klash, 1997, éditions Mnémos, collection Science-fiction no 23
- Les Psychopompes de Klash, 2004, éditions Mnémos, collection Icares no 50, in Aventuriers des étoiles, regroupant ce roman et un autre roman, Par la noirceur des étoiles brisées.
- Les Psychopompes de Klash, 2014, éditions Indés de l'imaginaire, collection collection Hélios no 18, in Aventuriers des étoiles, regroupant ce roman et un autre roman, Par la noirceur des étoiles brisées.